# Trường Trung học phổ thông Quang Trung – Đống Đa
Trường Trung học phổ thông Quang Trung – Đống Đa là một trường trung học phổ thông công lập ở thủ đô Hà Nội được thành lập năm 1970. Trường nằm tại số 178 đường Láng, phường Thịnh Quang, quận Đống Đa, Hà Nội.

## Lịch sử hình thành & phát triển[1]
Tháng 8 năm 1970, Trường cấp III số 3 được thành lập, học ban đêm tại Trường cấp III Đống Đa (nay là Trường THPT Đống Đa).
Tháng 8 năm 1971, Trường cấp III Tam Khương được thành lập, địa điểm học ở sau đình Khương Thượng.
Trong năm học 1972-1973, trường sơ tán đến Khoái Châu, Hưng Yên và đổi tên thành Trường cấp III Tây Sơn.
Từ năm học 1974-1975, Trường cấp III số 3 và Trường cấp III Tây Sơn chuyển về địa chỉ số 178 đường Láng, quận Đống Đa. Đồng thời, Trường cấp III số 3 đổi tên thành Trường cấp III Thái Thịnh học buổi chiều còn Trường cấp III Tây Sơn học buổi sáng.
Năm học 1976-1977, hai trường trên sáp nhập thành Trường cấp III Tây Sơn. Năm học sau đó, trường lại tách ra thành Trường Phổ thông trung học Tây Sơn và Trường Phổ thông trung học Nguyễn Huệ.
Ngày 25 tháng 8 năm 1993, theo Quyết định số 3178/QĐ-UB của Uỷ ban nhân dân thành phố Hà Nội, Trường Phổ thông trung học Tây Sơn và Trường Phổ thông trung học Nguyễn Huệ sáp nhập thành một trường lấy tên là Trường Phổ thông trung học Quang Trung, sau đó thành Trường Trung học phổ thông Quang Trung.
Sau khi tỉnh Hà Tây sáp nhập vào Hà Nội, ngày 23 tháng 1 năm 2009, Uỷ ban nhân dân thành phố ra Quyết định số 489/QĐ-UBND đổi tên Trường Trung học phổ thông Quang Trung thành Trường Trung học phổ thông Quang Trung – Đống Đa.

## Cơ sở vật chất
Khuôn viên của trường có diện tích 12.000 m2 với quy mô một nhà học 4 tầng (nhà B) gồm 30 phòng học, một nhà hiệu bộ 4 tầng (nhà A) dành cho hội họp, phòng chuyên môn, phòng học đa năng, phòng thực hành vật lý và hóa sinh, phòng tin học, phòng thí nghiệm, phòng thư viện, nhà thể chất, sân bóng đá, vườn cây cảnh sinh vật và sân trường xanh, sạch.

## Thành tích[3]
- Từ năm 1970 đến năm 2001: Trường tiên tiến.
- Từ năm 2001 đến năm 2023: Trường tiên tiến xuất sắc.
- Năm 2005, trường được Thủ tướng Chính phủ tặng bằng khen.
- Ngày 17 tháng 11 năm 2008, trường được đón nhận Huân chương Lao động hạng Ba.[4]
- Năm học 2012 – 2013, trường được Sở Giáo dục và Đào tạo thành phố công nhận là trường chuẩn quốc gia.
- Năm học 2019-2020, trường là Đơn vị xuất sắc trong phong trào thi đua của ngành.
- Năm 2020, trường được trao tặng Huân chương Lao động hạng Nhì.